# ダゴミス駅
ダゴミス駅 (ダゴミスえき、ロシア語:Дагомыс) は、ロシアクラスノダール地方ソチにあるロシア鉄道北カフカース鉄道支社の駅である。

## 歴史
- 1929年 - 開業。
- 2013年 - 新駅舎が完成し、同時にホームなども改装される。

## 駅構造
単式・島式2面3線を有する地上駅である。駅舎内には長距離切符売り場が、ホームの入り口には自動改札機が設置されている。エレクトリーチカのほかに、特急列車なども停車する。

## 隣の駅
ロシア鉄道北カフカ―ス鉄道支社
トゥアプセ - ヴェショロエ線
ウチ＝デレ駅 - ダゴミス駅 - 73km駅